# Посольство Австрії в Україні
Посольство Австрійської Республіки в Києві (нім. Österreichische Botschaft Kyjiw) — офіційне дипломатичне представництво Австрійської Республіки в Україні, відповідає за розвиток та підтримання відносин між Австрією та Україною.

## Історія дипломатичних відносин
26 вересня 1991 року в Нью-Йорку міністри закордонних справ України Анатолій Зленко та Алоїс Мок підписали Протокол про консульські відносини. 
24 січня 1992 року були встановлені дипломатичні відносини між двома державами.
24 січня 1992 року австрійське консульство в Києві було перетворене на Посольство. Австрія— єдина країна, яка не формалізувала дипломатичне визнання України, оскільки вважає, що факт членства України в ООН і ряді міжнародних спеціалізованих організацій свідчить про визнання України з боку світового співтовариства у 1945 році.

## Посли Австрії в Україні
1. Вальтер Ріттер Прінціг фон Гервальт (Walter Ritter von Princig von Herwalt)[5] (1917—1918) т.п.
2. Форґач Йоганн (Johann Graf Forgách von Ghymes und Gács) (1917—1918)
3. Карл Фюрстенберг (Karl Emil Egon Anton Maximilian Leo Wratislaw zu Fürstenberg) (1918) т.п.
4. Міхаель Венінгер (Michael Heinrich Weninger) (10.12.1991—24.01.1992)
5. Георг Вайс (Georg Weiss) (24.01.1992—29.04.1997)
6. Фаб'ян Клаус (Klaus Fabjan) (14.05.1997—16.11.2001)
7. Міхаель Міісс (Michael Miess) (30.11.2001—31.03.2006)
8. Маркус Вукетіч (Josef Markus Wuketich) (18.07.2006—06.08.2010)
9. Вольф Дітріх Хайм (Wolf Dietrich Heim) (23.08.2010—08.04.2014)
10. Герміне Поппеллер (Hermine Poppeller) (08.04.2014-21.08.2019)
11. Гернот Пфандлер (Gernot Pfandler) (21.08.2019-2022)
12. Арад Бенкьо (Arad Benkö) (2022-2023) т.п.
13. Арад Бенкьо (Arad Benkö) (2023-2025)
14. Роберт Мюллер (Robert Müller) (з 2025)[6]

## Австрійські консульства в Україні
- Консульство у Києві (1880–1914)

(нім. Johann Cingria) (1880–1882), (нім. Heinrich Ritter Holzinger von Weidich) (1882–1884), (нім. Emil Filtsch) (1884–1889), (нім. Franz von Sponer) (1889–1892), (нім. Arthur Freiherr von Hammer-Purgstall) (1892–1896), (нім. Geza Daruvary von Daruvar) (1896), Стефан Угрон (нім. Stephan von Ugron zu Abranfalva) (1896–1897), (нім. Alphons Felner von der Arl) (1896–1900), (нім. Roman Dinter) (1900), Геза Даруварі (нім. Geza Daruvary von Daruvar) (1900–1902), (нім. Hector di Rosa) (1904–1906), (нім. Junius Puscariu) (1906), Річард Мешеде (нім. Richard Meschede) (1906–1910), (нім. Roman Dinter) (1910–1911), Фрідріх Краусс (нім. Friedrich Kraus) (1911–1914), (нім. Robert Freiherr von Hein) (1914), Макс фон Хоффінгер (нім. Max von Hoffinger) (Ген.консул. 1918)
- Генеральне консульство в Херсоні (1785–1804)

Йоганн фон Розарович (нім. Johann von Rosarowitz) (1785–1789), Аренд Торклер (нім. Arend Torckler) (1789), (нім. Don Vicenzo de Musenga) (1789-1792), (нім. Johann Ludwig Anrens) (1792), Ігнац Руттер (нім. Ignaz Rutter) (1793-1799), Аренд Торклер (нім. Arend Torckler) (1800–1804).
- Генеральне консульство в Одесі (1804–1914)

Самуель фон Том (1804–1830), Казимир Тімоні (1830–1832), Карл фон Том (1832–1845), Людвіг фон Гутманншталь (1845–1852), Йозеф Ріхтер фон Цішіні (1852–1872), Карл Ріттер Прінціг фон Гервальт (1872–1886), Сигізмунд Ріттер фон Пйомбацці (1886–1891), Гайнріх Мюллер фон Рогой (1891–1900), Рудольф Водіянер фон Маглода (1900–1905), Алоїз Погачар (1905–1912), Йоган Паумгартнер (1913–1914), Житковський (1918).
- Почесне віце-консульство в Ізмаїлі (1819–1901)

(нім. Johann Joseph Gagliardi) (-1847), (нім. Lazzaro Gagliardi) (3.03.1847-11.05.1847), (нім. Nikolaus Sgardelli) (11.05.1847-15.05.1847), (нім. Paul Dichlich) (1857-1860), Міхаель Абраміч (нім. Michael Abramich) (1860-1863), (нім. Josef Jerinicn) (1864), (нім. Josef Jerinicn) (1870-1876), (нім. Carl Bohn) (1876-1880), (нім. Eugen Ritter von Athanaskovicz) (1880), Рудольф Фасан (нім. Rudolph Fasan) (1892-1896), Еміль Керча (нім. Emil Kertsch) (1896-1901).
- Почесне консульське агентство у Феодосії (1835–1914)

(нім. Felix Lagoria) (1840-1854), (нім. Ludwig Culissich) (1859-1866)
- Почесне консульське агентство в Керчі (1835)

Георг Ніколич (нім. Georg Nikolych) (1835-)
- Почесне віце-консульство в Керчі (1847–1884)
- Почесне консульське агентство в Бердянські (1841–1914)
- Почесне консульське агентство у Маріуполі (1845–1906)
- Почесне консульське агентство в Євпаторії (1854)

(нім. Franz Bonnet) (1854)
- Почесне консульське агентство у Миколаєві (1866–1914)

Людвіг Куліссіч (нім. Ludwig Culissich)(1869–1891), Франц Фрішен (нім. Franz Frischen) (1891–1901), Густав Віндшайд (нім. Gustav Windscheid) (1901–1914), Пауль Гойе (нім. Paul Geue) (1914)
- Почесне консульське агентство у Новоселиці (1868–1914)

(нім. Johann Cingria) (1880-1882), (нім. Heinrich Ritter Holzinger von Weidich) (1882-1884), (нім. Emil Filtsch) (1884-1889), (нім. Franz von Sponer) (1889-1892), (нім. Arthur Freiherr von Hammer-Purgstall) (1892-1896), (нім. Geza Daruvary von Daruvar) (05.1896-10.1896), (нім. Stephan von Uuron zu Abranfalva) (1896-1897), (нім. Alphons Felner von der Arl) (1896-1900), (нім. Roman Dinter) (1900), (нім. Geza Daruvary von Daruvar) (09.1900-12.1902), (нім. Hector di Rosa) (1904-1906), (нім. Junius Puscariu) (1906), (нім. Richard Meschede) (1906-1910), (нім. Roman Dinter) (1910), (нім. Friedrich Kraus) (1911-18.02.1914), (нім. Robert Freiherr von Hein) (18.02.1914-06.08.1914).
- Почесне віце-консульство у Харкові (1908–1914)

(нім. Emil Wolters) (1908-1913), (нім. Johann Plachettka) (1913), (нім. Josef Bleimann) (1913-1914).
Після 1991 року:
- Почесне консульство у Львові. Консульський округ: Львівська, Волинська, Рівненська, Тернопільська, Івано-Франківська, Закарпатська області.
- Почесне консульство в Харкові. Консульський округ: Харківська область.
- Почесне консульство в Донецьку (установа не діє з 2014 року).
- Почесне консульство у Чернівцях. Консульський округ: Чернівецька та Хмельницька області.
- Почесне консульство в Дніпрі. Консульський округ: Дніпропетровська область.
- Почесне консульство в Запоріжжі. Консульський округ: Запорізька область.

## Почесне консульство Австрійської Республіки в Одесі
65026, Україна, м. Одеса, вул. Грецька, 17
Почесний консул – пан Ставніцер Андрій Олексійович